# Stazione di Golfo Aranci
La stazione di Golfo Aranci è una stazione ferroviaria al servizio del comune di Golfo Aranci, lungo la ferrovia Cagliari-Golfo Aranci.

## Storia
La necessità di costruire una stazione nell'abitato di Golfo Aranci fu dettata dalla decisione, nel 1881, di spostare l'attracco delle navi postali e passeggeri da Terranova Pausania (divenuta poi Olbia) al porto di Golfo Aranci, all'epoca frazione della città gallurese. Questa decisione, fonte di aspre battaglie campanilistiche tra gli abitanti dei due centri, portò la Compagnia Reale delle Ferrovie Sarde, che in quello stesso periodo aveva ultimato la ferrovia tra Cagliari e Terranova Pausania, ad allungare la linea costruendo ulteriori 23 km di binari tra la stazione centrale di Terranova e il porto di Golfo Aranci, collegato dai piroscafi con Civitavecchia.

Il tronco Terranova-Golfo Aranci fu inaugurato il 1º luglio 1883, e con esso anche lo scalo golfarancino, il quale il 21 aprile 1899 ospitò anche il treno dei reali: infatti durante la visita di Umberto I e di Margherita di Savoia in Sardegna, il Re e la Regina percorsero l'intero tragitto tra la stazione di Cagliari e quella di Sassari e poi verso Golfo Aranci dove poi imbarcarono sul Savoia per presenziare la mattina del 22 alla rassegna navale della squadra italiana e inglese. 
(La Stampa, 22 aprile 1899)
Sempre in quei decenni la stazione di Golfo Aranci era dotata anche di un piccolo albergo, da rilevare però che la costruzione delle infrastrutture ferroviarie portò al parziale danneggiamento del vicino pozzo sacro di Milis, risalente all'epoca nuragica e sottoposto a scavi archeologici pochi anni dopo l'inaugurazione dello scalo.
Nel 1920 la stazione passò alle Ferrovie dello Stato, in seguito lo scalo assunse una certa importanza nel secondo dopoguerra quando le FS decisero di istituire un regolare servizio di traghetti attrezzati al trasporto di passeggeri, automezzi e carri ferroviari provenienti e diretti a Civitavecchia, inaugurato nel 1961. L'infrastruttura ferroviaria della stazione fu potenziata per ospitare la maggior quantità di carri merci in transito, inoltre il vicino porto fu attrezzato per le esigenze delle navi FS, e con esso anche lo scalo ferroviario di Golfo Aranci Marittima e il relativo collegamento con la stazione centrale.
Il collegamento con Golfo Aranci Marittima tuttavia fu progressivamente chiuso al transito passeggeri, per questo i treni che effettuavano il servizio di trasporto pubblico trovarono nella stazione il nuovo capolinea. Il traffico merci nell'impianto è andato in diminuzione con gli anni sino a diventare occasionale, per via della progressiva dismissione di navi e collegamenti da e verso Civitavecchia, dal 2010 attivi solo "a chiamata" e con relazioni espletate non più col porto laziale ma con quello di Messina.

## Strutture e impianti

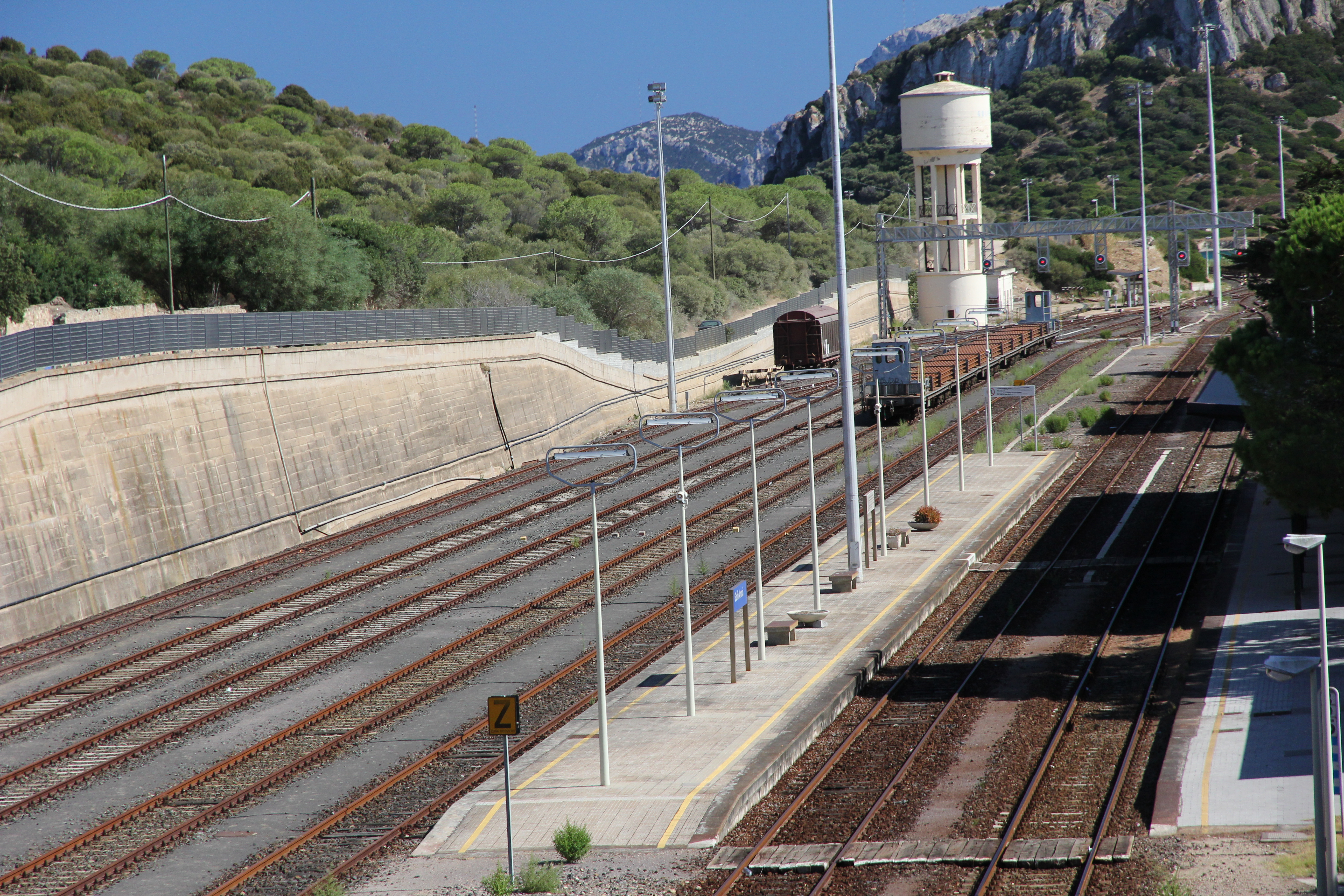
Il fascio binari dinanzi al fabbricato viaggiatori

Costruita lungo la ferrovia Cagliari-Golfo Aranci, a livello infrastrutturale la stazione è dotata di un fascio principale composto da sette binari a scartamento ordinario, di cui il primo di corsa (direzione Cagliari), normalmente impiegato per il servizio viaggiatori, più cinque binari passanti (dal due al sei), tutti dotati di estensioni tronche ad eccezione del binario cinque, ed il binario sette tronco. I binari due e tre sono anch'essi attrezzati per ricevere treni passeggeri, con la presenza di una banchina comune tra loro; dal binario sei oltre al binario sette hanno origine anche due ulteriori tronchini, inoltre nei pressi del suo fine corsa in direzione est da esso si accede alla piattaforma girevole dello scalo, costruita a ridosso della torre dell'acqua di stazione.
Il fascio binari della stazione prosegue verso sud ben oltre il fabbricato viaggiatori (l'asse estremo è situato ad oltre un chilometro di distanza dall'area passeggeri), tuttavia ad alcune centinaia di metri circa dal fascio principale è presente il primo degli scambi che, in regresso, permettono di raggiungere la vicina stazione di Golfo Aranci Marittima.

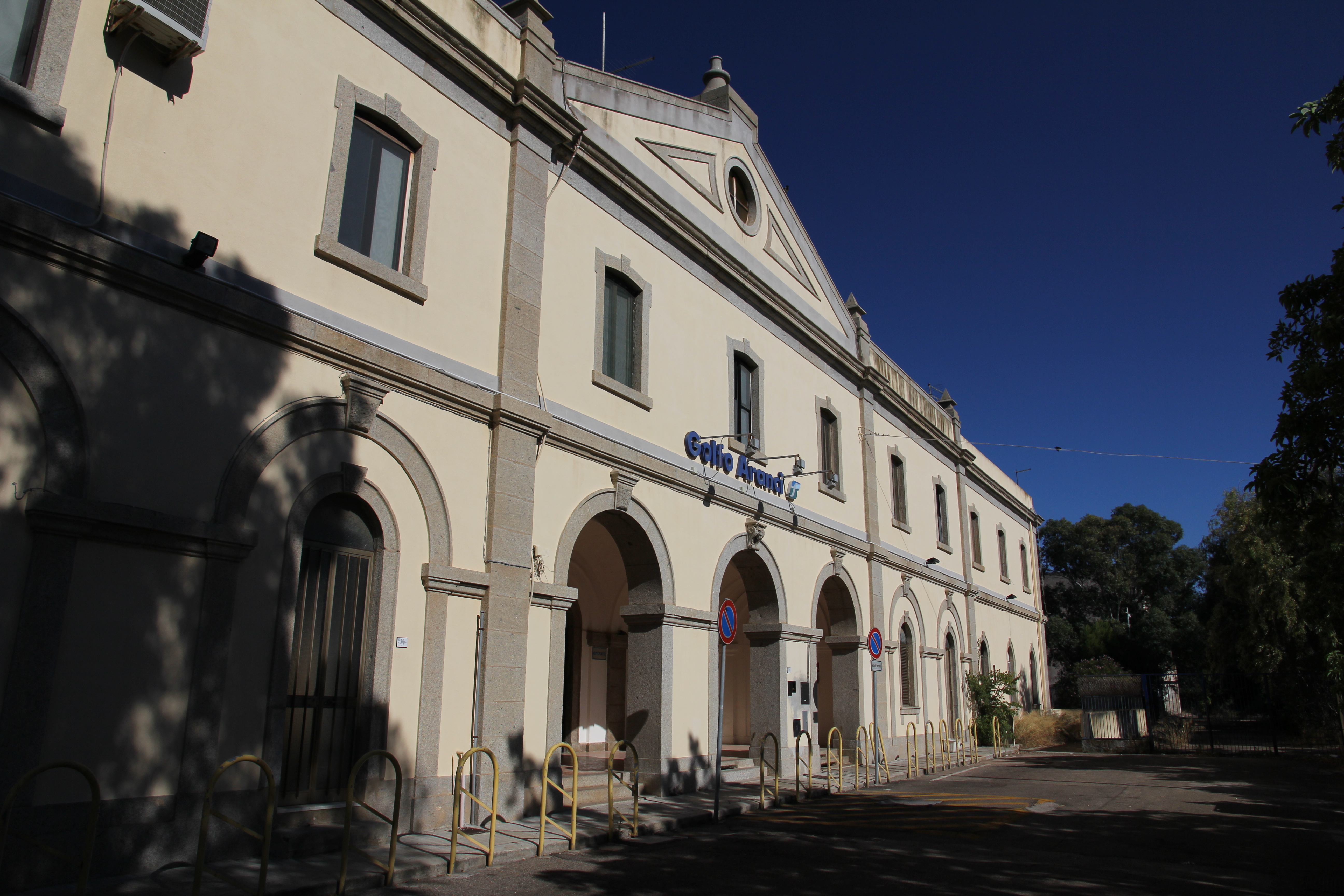
Il fabbricato viaggiatori visto dal lato stradale

Il controllo del movimento avviene di norma in remoto, non essendo la stazione presenziata. Tuttavia il traffico ferroviario può venire all'occorrenza gestito in loco, in particolare nel caso di invio di treni da o per Golfo Aranci Marittima (unico scalo marittimo sardo attrezzato per l'imbarco di rotabili su traghetti ferroviari): in tal caso al personale addetto spetta anche il controllo della tratta tra le due stazioni, la cui percorrenza è ammessa solo con l'accompagnamento dei convogli.
Sono presenti nell'impianto anche alcuni edifici di servizio: il maggiore è il fabbricato viaggiatori, costruzione a pianta rettangolare estesa su due piani di sviluppo, originariamente nata col primo piano adibito ad albergo e ristorante, poi impiegato come foresteria. A nord dello stesso si trova un altro fabbricato, adibito a finalità di servizio, mentre un ulteriore piccolo edificio si trova sul fianco sud di quello principale. A ridosso dell'impianto è presente anche un ex dormitorio per i ferrovieri, in stato di abbandono. 

## Movimento

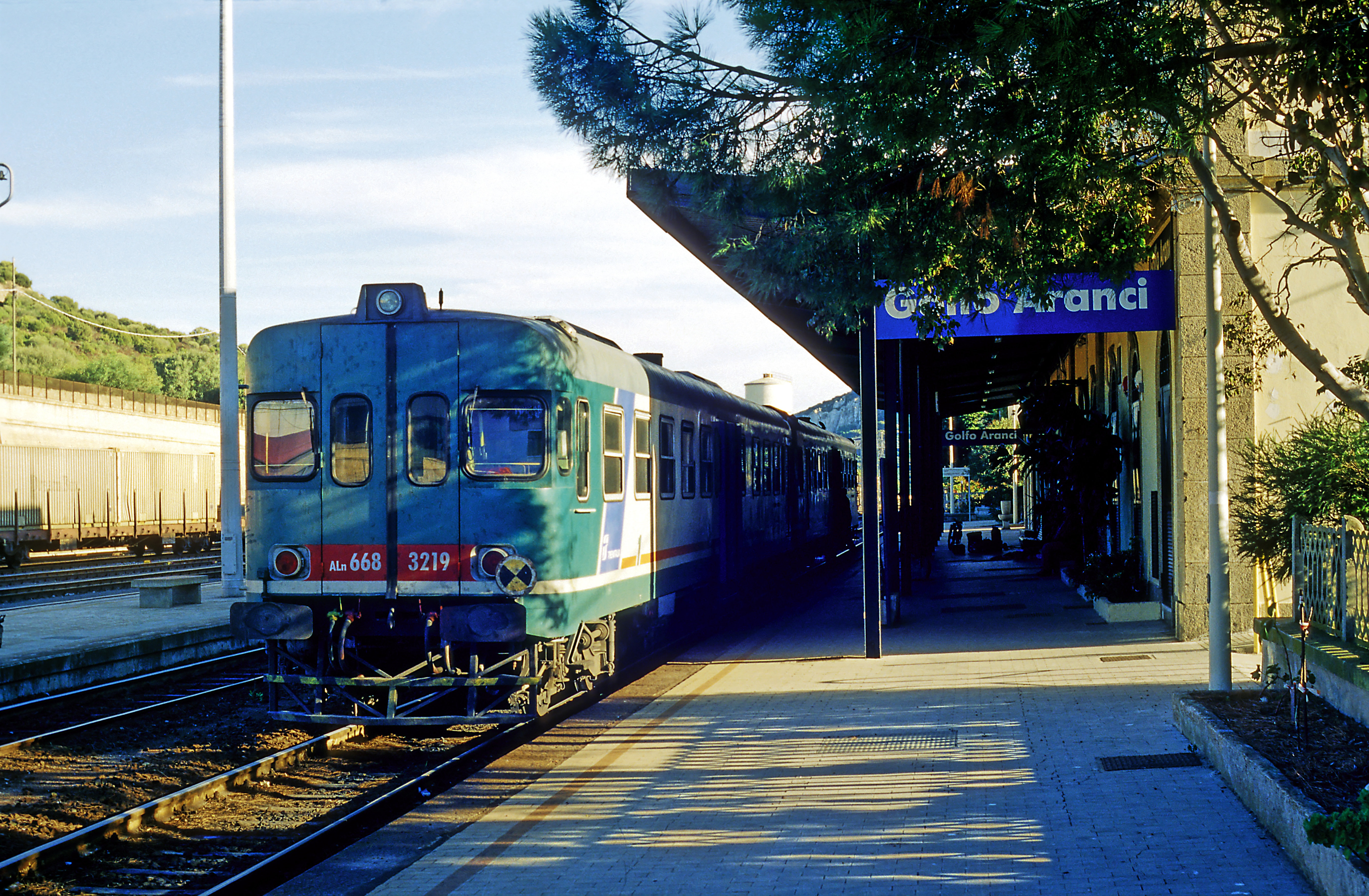
ALn 668 di Trenitalia in sosta al binario uno

Lo scalo è servito dai treni regionali di Trenitalia, tutte le relazioni che interessano l'impianto hanno come altro capolinea la stazione di Olbia.

## Servizi
L'impianto dal punto di vista commerciale è classificato in categoria bronze da parte di RFI ed è dotato di diversi servizi per i passeggeri tra cui una biglietteria automatica (che ha sostituito l'originaria biglietteria a sportello presente in passato nell'edificio), una sala d'attesa e servizi igienici.
L'accesso ai binari attrezzati per il servizio viaggiatori è garantito da due banchine, una dotata di pensilina attigua al fabbricato viaggiatori e al servizio del binario uno; l'altra comune ai binari due e tre e collegata all'altra da una passerella sul primo binario.
Per quanto riguarda l'accessibilità lo scalo è strutturato per accogliere le persone con disabilità motorie.
- Biglietteria automatica
- Sala d'attesa
- Servizi igienici

## Interscambi

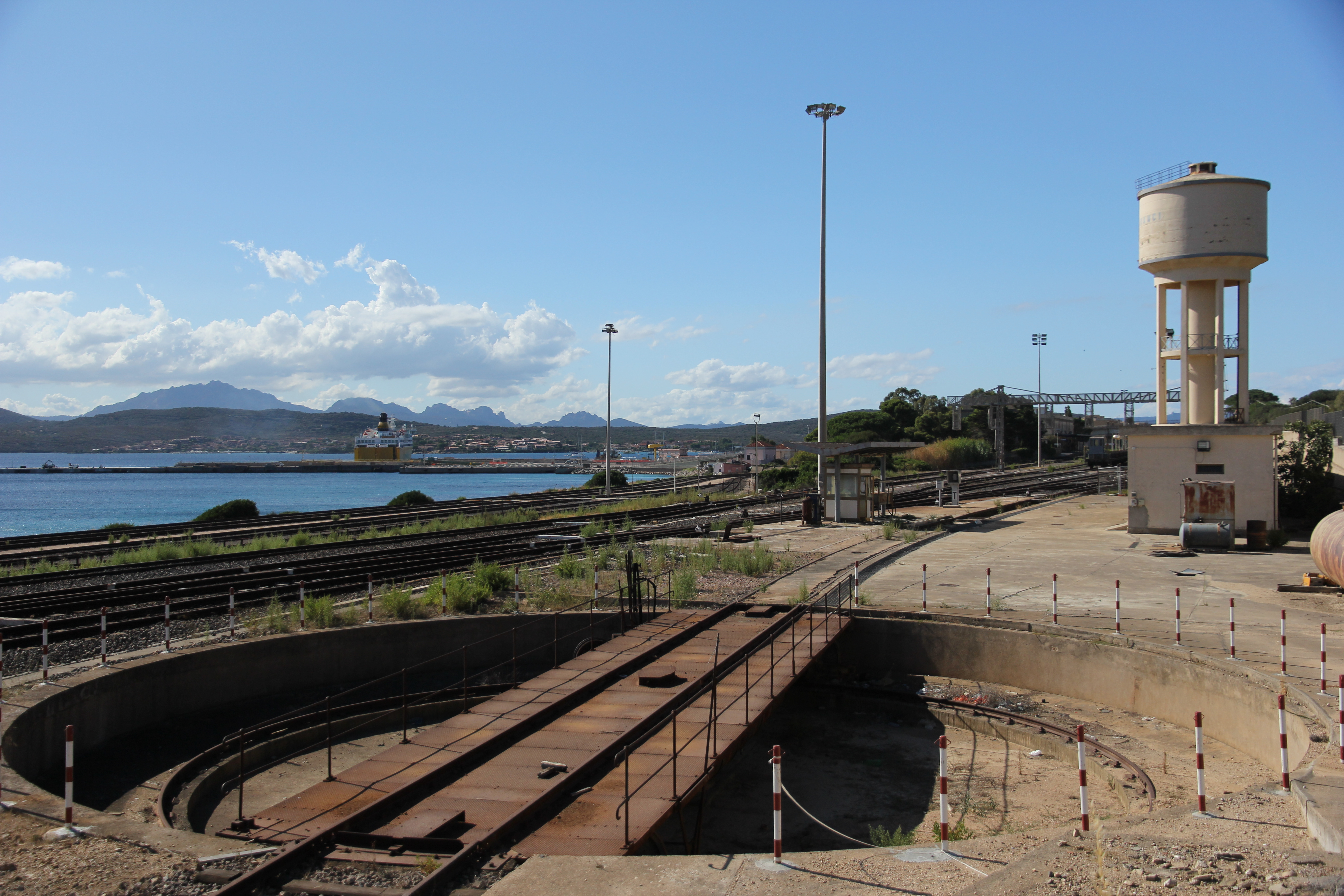
La piattaforma girevole dell'impianto, con sulla destra la torre dell'acqua che serve la stazione e sullo sfondo il porto di Golfo Aranci

Il vicino porto, situato a circa trecento metri dalla stazione, permette di raggiungere l'Italia continentale con i mezzi della Sardinia Ferries diretti a Livorno.
Sempre nel porto osserva fermata un servizio di autolinee stagionali dell'ARST, che in estate permettono il collegamento con Olbia.
- Fermata autobus